# Pulai-bazaltbarlang
A Pulai-bazaltbarlang Magyarország megkülönböztetetten védett barlangjai között van. Bazaltban alakult ki. A Balaton-felvidéki Nemzeti Parkban lévő Pulán található. Magyarország bazaltban keletkezett leghosszabb barlangja.

## Leírás
A Déli-Bakonyban, Pula külterületén, a településtől ÉNy-ra, a Kab-hegy alján lévő lankás emelkedőt borító Pulai-erdőben található a barlang függőleges tengelyirányú bejárata. A településről jelzés nélküli erdészeti utakon, majdnem 2 km megtétele után lehet eljutni hozzá. Szürke, padosan elváló és barna, hólyagos bazaltban kialakult felszakadásos labirintusbarlang. A bazalt pliocén kori. Ez a lávabarlang egy jameo. Barlangi túravezetővel és barlangjáró alapfelszereléssel járható.
1983-ban volt a barlang először Pulai-bazaltbarlangnak nevezve az irodalmában. Előfordul a barlang az irodalmában Pula Basalt Cave (Takácsné, Eszterhás, Juhász, Kraus 1989) és Pulai bazaltbarlang (Markó 1960) neveken is.

## Kutatástörténet

### 1956–1983
Az 1956. évi Karszt- és Barlangkutatási Tájékoztató szerint 1955 májusában a Veszprémi Barlangkutató Csoport Pula határában, a Kab-hegy DNy-i lábánál a település lakóinak segítségével egy berogyást kibontott. A berogyás vékony bazaltréteggel fedett karszton jött létre. Az üreg kb. 30 m kiterjedésű. A fedett karsztnak ezt az érdekes jelenségét még részletesebben fogják vizsgálni a csoport tagjai.
Az 1960. évi Karszt- és Barlangkutatási Tájékoztatóban az van írva, hogy 1955. május 1-jén a Veszprémi Barlangkutató Csoport feltárta a Pulai bazaltbarlangot. A pulai templomtól 320°-ra 1,6 km-re, kb. 300 m tszf. magasságban, a Kab-hegy bazalttakarójának DNy-i részén van a barlang bejárata. A bejáratra Pula tanítója, Reményi Antal hívta fel a csoport figyelmét. A sík terepen, lejtve induló szűk bejáratba szorult néhány kisebb bazaltszikla eltávolításával jutottak be a csoport tagjai a bazalttömbökből álló omladék közötti járatokba.
A labirintusszerűen elhelyezkedő járatok összhossza a tagok becslése szerint kb. 40 m. Folyamatban van a pontos felmérés. Kb. 14 m-re van a felszín alatt a barlang legmélyebb pontja. A nagyon omlásveszélyes barlang valószínűleg az aránylag vékony bazalttakaró alatti mészkő üregeinek felfelé harapódzó omlása miatt jött létre, de a legmélyebb részeken sem található mészkő. (Bertalan Károly ezzel kapcsolatban megjegyezte azt, hogy a bazalt alatt valószínűleg fődolomit van.) Környékén több kisebb-nagyobb berogyás fekszik bazaltban. Részletesebb genetikai és morfológiai feldolgozást érdemel.
Az 1976-ban befejezett, Magyarország barlangleltára című kéziratban az olvasható, hogy a Pulai bazaltbarlang a Bakony hegység D-i részén, Pulán, a pulai templomtól 320°-ra 1,6 km-re, a Kab-hegy bazalttakarójának DNy-i részén, 300 m tszf. magasságban nyílik. A barlang 40 m hosszú és 14 m mély. Omlásveszélyes, felharapódzott üreg, amely bazaltban alakult ki. A kézirat barlangot ismertető része 1 publikáció alapján lett írva. Az 1983-ban megjelent útikalauzban szó van arról, hogy a Pulai-bazaltbarlang Pulától É-ra 1,5 km-re, a Pulai-erdőben található. Bazaltban keletkezett, 40° lejtésű, labirintus jellegű üregrendszer. 40 m hosszú és 14 m mély. Az Alba Regia Barlangkutató Csoport 1983. évi jelentésében van egy fekete-fehér fénykép, amelyen a Pulai-bazaltbarlang bejáratának 1983. évi helye látható. A fényképet Gönczöl Imre készítette.

### 1984
Az 1984-ben kiadott, Lista a Bakony barlangjairól című összeállítás szerint a Déli-Bakonyban, a 4430-as barlangkataszteri tájegységben, Pulán helyezkedik el a Pulai-bazaltbarlang. A vulkanikus barlang 40 m hosszú, 14 m mély és bejárata el van tömve. Az 1984-ben napvilágot látott, Magyarország barlangjai című könyv országos barlanglistájában szerepel a barlang Pulai-bazaltbarlang néven. A listához kapcsolódóan látható a Déli-Bakony, a Balaton-felvidék és a Keszthelyi-hegység barlangjainak földrajzi elhelyezkedését bemutató 1:500 000-es méretarányú térképen a barlang földrajzi elhelyezkedése. Eszterhás István és Gönczöl Imre 1984. július 23-án felmérték a barlangot, majd ebben az évben, a felmérés adatainak felhasználásával meg lett szerkesztve a barlang alaprajz térképe, 225°–45° irányú vetített hosszmetszet térképe és 315°–135° irányú vetített hosszmetszet térképe. A térképek 1:100 méretarányban ábrázolják a barlangot. A térképeket tartalmazó térképlapon van egy helyszínrajz, amely bemutatja a barlang földrajzi elhelyezkedését. Az alaprajz térkép használatához fel van tüntetve az É-i irány a térképlapon. A felmérés adatai szerint a barlang 104,5 m hosszú. Eszterhás István 1984-ben megszerkesztette a barlang izometrikus térképét, amely 1:100 méretarányban mutatja be a barlangot.
Az Alba Regia Barlangkutató Csoport 1984. évi évkönyvének elülső borítóján látható egy fekete-fehér fénykép, amelyen a Pulai-bazaltbarlangban lévő gombás falrészlet figyelhető meg (Gönczöl Imre fényképezte). Az évkönyvben az van írva, hogy a Pulai-bazaltbarlang a Déli-Bakonyban, a Kab-hegy ellaposodó DNy-i előterében lévő Pulai-erdőben, a 4430-as barlangkataszteri területen található. Pulától ÉNy-ra haladva jelzés nélküli erdészeti utakon majdnem 2 km megtétele után érhető el. Pulától Öcs felé tartva az aszfaltúton alig elhagyva a település belterületét jobbra kocsiút ágazik ki. Ez egy balra kanyarodó 100 m-es útszakasz, amely beletorkollik a 22-es tankfőútba. A tankfőúton lefelé, ÉNy-ra a horhoson átvezető hídig kb. 50 m-t kell menni. A híd előtt ágazik ki balra, az erdő felé egy erdészeti út, amely villásan szétágazik 20 m után. A jobb oldali ágon kell menni a következő, 13-as nyiladék előtti elágazáshoz.
Ennél az elágazásnál balra kell fordulni, majd kb. a 20. m után következő új elágazásnál jobbra. Ez egy ritkán használt, elgyepesedett, enyhén emelkedő, ÉNy-ra vezető út, amely 600 m után éri el a következő, 12-es nyiladékot, ott, ahol egy nagy dagonya van az út és a nyiladék találkozásánál. A 12-es nyiladékot keresztezve kb. 300 m után balra egy új útelágazásnál egy 0,5 ha-nyi füves, bozótos rész van az erdőben. E bozótos D-i peremén, de már az erdőben helyezkedik el a barlang. A barlang valószínűleg régóta ismert, de biztos adat korábban kevés volt róla. A falu idős embereinek (pl. Leitold Márton nyugdíjas, Pula, Fő út 11., Jáger István kocsmáros, Pula, Fő út 13.) emlékezete kb. 40–50 évre terjed. Ők mondták, hogy ifjú korukban az volt a falubeli kirándulók szokása, hogy nagy köveket dobáltak az aknaszerű üregbe és hallgatták annak dübörgését. Arról nincs biztos ismeretük, hogy kik és mikor jártak korábban a barlangban, de a barlang szelvényéről, lejtéséről néhány jellemzőt tudtak említeni azoknak a falubelieknek az elbeszélésére alapozva, akik a barlangban jártak.
A barlangot említő első irodalmi adat Markó Lászlótól (1960) származik. Ő azt írta, hogy 1955. május 1-jén feltártuk a Pulai bazaltbarlangot. A pulai templomtól 1600 m-re 320°-ra, kb. 300 m tszf. magasságban, a Kab-hegy bazalttakarójának DNy-i részén nyíló bejáratára Pula tanítója, Reményi Antal hívta fel figyelmünket. A sík terepen lejtősen induló szűk bejáratba szorult néhány kis bazaltszikla eltávolítása után tisztán bazalttömbök alkotta omladék közötti járatokba és üregekbe jutottunk. A beszorult kövekről szóló említés egybevág a falubeliek elbeszélésével. A barlangot az Alba Regia Barlangkutató Csoport egy része (Eszterhás István, Gönczöl Imre és Szobonya Károly) 1984. július 16-án újra feltárta. A bejáratot 270 cm hosszú, 140 cm széles, 110 cm mély gödör jelezte csak az újrafeltárás megkezdése előtt. 2 m³ földes törmelék eltávolítása után a 3,5 m mély akna alján sikerült elérni a már üregesen jelentkező barlangjáratot.
A mély részen lévő anyagban voltak csak nagy kövek, míg a felette lévő földes törmelékben valószínűleg a gödör falának meg-megújuló lefagyásából származó anyag helyezkedett el. Markó László 1960-as leírása alapján és a kitermelt anyag mennyiségéből, a 3–4 cm vastag élő tölgyfagyökerekből azt lehet megállapítani, hogy a barlang legalább 20–25 éven át zárva volt. A barlang bejárati aknája alatt karvastagságú, korhadt ágak, távolabb, a lépcsőzetes és lejtő teremben pedig a felszínről bekerült, lekerekített kisebb-nagyobb kövek sokasága volt. Ez a barlang betömésének előbb említett módját bizonyítja. A teremben több helyen látható karbidlámpától származó kormozás, amely minden bizonnyal a Markó László által vezetett barlangkutatók 1955-ös feltárásakor jelzésnek készült. Máshol, a falon lévő gombabevonaton embertől származó nagy kiterjedésű kaparásnyomokat találtak Eszterhás Istvánék. A barlang újrafeltárása előtt készült irodalmi említések (Bertalan 1972, Eszterhás 1983, Kordos 1984) és az Országos Környezet- és Természetvédelmi Hivatal nyilvántartásának adatai mind Markó László 1960-as leírásából származnak.
A barlang újrafeltárásán, megismerésén 1984-ben az Alba Regia Barlangkutató Csoport 5 napig, kb. 75 órát dolgozott a helyszínen. A Kab-hegy alapját triász nori fődolomit képezi, ez Pulától É-ra több helyen is, főleg a nagyobb horhosok feltárásában jól megfigyelhető. A dolomitot pliocén édesvízi mészkő kérgezi be. Ez található a felszínen a településtől a barlangig vezető út első 2/3-án. A bazalt és bazalttufa a pliocén és pleisztocén határán erre települt. Csak néhány kis bazalttufa folt van a Pulai-erdőben az édesvízi mészkő fedőjeként. Bazalt nagy területen fekszik a Kab-hegy csúcsától mindenfelé. A barlang környékén szálban álló, kevésbé lyukacsos és hólyagos bazalt van. Vastagsága nem nagy (Markó 1960), de több 20 m-nél, mert a barlang feltárt részei, a bejárattól a legmélyebb pontig, ebben a kőzetben vannak. Az előbb említett kőzeteket vékonyan, sokszor csak foltszerűen lösz borítja, valamint bazalt-, máshol édesvízi mészkő- vagy dolomittörmelék fedi.
A barlang kb. 300 m tszf. magasságban, a majdnem sík felszínről aknaszerűen nyílik. A bejárati akna hosszúkás, aszimmetrikus tölcsérrel indul (méretei 270×140×110 cm), majd 60–70 cm széles, szálkőfalak közti résben folytatódik 3,5 m mélységig. Ennek a résnek az iránya ÉK–DNy-i és ennek törmelékdugója 1,5–1,7 m-es részen lett kibontva. Nagyon valószínű, hogy a bejárati akna a korábbi nyitott időkben nem teljesen úgy nézett ki mint most. Az akna aljából ÉK-re egy lapos és elágazó kúszójárat indul, amely nagyon fel van töltődve. Egészen nem lett bejárva, mert további feltáró munkát igényelne és valószínűleg csak jelentéktelen, felszínközeli régiókba lehetne jutni. A bejárati akna aljából az újrafeltárás után Ny felé lehet lebújni a barlang legnagyobb termébe. Régebben valószínűleg D és K felé is megvolt a lebújási lehetőség, de ez utóbbi részeken nem lett kibontva a bekerült törmelék.
A 15 m hosszú, 8 m széles terem nem tekinthető át teljesen semelyik nézőpontból, mert három részre tagolja azt két, embermagasságú lépcső. A lépcsők közti részek enyhén lejtő, különböző magasságú részekből állnak. A legfelső szint bejáratközeli része 150–170 cm magas, a távolabbi, DNy-i rész 40–60 cm, melynek mély repedés van fal melletti részén. 2–3 m magas a terem középső és alsó szintje. Mindhárom szint alját nagy darabokból álló szögletes-lemezes bazalttörmelék alkotja, ezen pedig sok lekerekített kő van, amelyeket a felszínről dobáltak be. Lemezesen elváló szálkőbazalt képezi a mennyezetet. Ezek a lemezpikkelyek néha nagyok, 15–20 cm vastagok, 1–1,5 m²-nyi felületűek és kis erő hatására is leszakadhatnak. Vannak egy-két cm vastag, éles peremű, pengetésre csengő hangot adó, néhány kg-os darabok is. Az oldalfalak, a mennyezet és az aljzat borítása is a felső és középső szinten kevésbé lyukacsos, inkább tömör bazaltból áll.
A repedezettség néhol kávéscsészényi hólyagokat tárt fel, melyek fehér, 1–2 mm vastag kvarcitkristályokkal vannak bélelve. Több m²-es fehér porladó bevonat van a terem középső szintjének D-i falán. A bevonatot először ásványi kiválásnak hitték, de mikroszkópos vizsgálattal meg lett állapítva, hogy legtöbb helyen elpusztult, de itt-ott élő mikrogomba bevonat. Pontosabban nem lett meghatározva. A mikrogombák valószínűleg a falon fátyolszerűen leszivárgó víz által szállított szerves anyagokon telepedtek meg. A terem alsó szintjének aljánál, 15–16 m-es relatív mélységben a tömör, kevésbé lyukacsos bazaltban 25–30 cm vastag, majdnem vízszintes, feltűnően eltérő megjelenésű réteg helyezkedik el. Ez a réteg leginkább egy sűrűn lyukacsos, hólyagos bazaltból, egy terrakotta színű fényes, puha (2-es Mohs keménységű), könnyű (1,2 cm³/g sűrűségű) anyagból és fekete augit csomókból áll.
A teremből három ÉK felé tartó, egymással párhuzamos, főleg csak guggolva járható 7–8 m-es folyosó ágazik ki. Egyik a bejárati akna aljának szintjében, egyik a terem középső szintjéből, egyik a terem alsó szintjéből. Egy negyedik folyosó is ebbe az irányba tart, de ez már nem a teremből, hanem a legalsó zónából. Hatalmas törmeléktömbök között lehet lejutni a terem alsó szintjéből a legalsó zónába, amely 17–18 m-es relatív mélységben van. Kisebb-nagyobb kürtők vannak a folyosók végén. Több helyen is egymásba szakadt a két felső folyosó. Úgy látszik, hogy tektonikailag meg van határozva az előbb említett négy folyosó.
Ny-ra két folyosó halad egymással párhuzamosan. Valószínűleg ezek is tektonikailag meghatározott irányt követnek, de másik irányba. A rövidebb a terem alsó szintjéből nyíló, omladékos lebújóból nyílik. A hosszabbik a legalsó régióban található. A hosszabbik Ny-i irányú folyosó törmelék borította aljából négy akna mélyed, végén pedig kürtő van. Ennek a folyosónak egyik középső aknájában tudtak a legmélyebbre jutni, a bejárattól számítva több mint 21 m-es mélységre. A térkép 19,47 m-t jelöl, de a felmérés után sikerült mélyebbre jutni. Bazalttörmelék található a legmélyebb ponton is. A felmérés alapján 1984. július 23-án a barlang 104,5 m hosszú. Markó László (1960) leírásában csak becsült adatok vannak, ezeket az adatokat vették át a későbbi szerzők (Bertalan 1972, Eszterhás 1983). Markó László azt írta, hogy a labirintusszerűen húzódó járatok hosszúságát 40 m-re becsülték (pontos felmérése folyamatban van) és legmélyebb pontja valószínűleg 14 m-re van a felszín alatt. Bertalan Károly (1972) említette, hogy 45° a labirintusszerű barlang lejtése. Ez az adat kb. csak a lépcsőzetes teremre illik. Az ebből kiinduló folyosók majdnem vízszintesek.
A vulkáni kőzetekben másodlagos úton keletkező üregek csoportjába tartozik kialakulása szerint. Ezen belül pedig beszakadással keletkezett barlang. Már Markó László (1960) is úgy gondolta, hogy feltehetően a viszonylag vékony bazalttakaró alatti mészkő üregeinek felfelé harapódzó omlása miatt alakult ki, de mészkövet még a legmélyebb részeken sem találtak. Az idézett cikk lektora, Bertalan Károly ehhez lábjegyzetként azt tette hozzá, hogy a bazalt alatt feltételezhetően fődolomit van. A barlang megismerése után, még a Markó László cikk olvasása előtt Eszterhás Istvánékban is hasonló vélemény alakult ki az üreg kialakulásával kapcsolatban. Bár Eszterhás Istvánék véleménye szerint inkább az képzelhető el, hogy a barlangot befoglaló bazaltréteg alatt közvetlenül édesvízi mészkő van, és csak lejjebb, mélyebben található dolomit. Ez a nézet jobban illeszthető a közvetlen környék felszínen megismert geológiai viszonyaihoz.
A Pulán élők elbeszélése szerint a barlang környékén több, sok vizet elnyelni képes ponor figyelhető meg. Ezeket még nem sikerült Eszterhás Istvánéknak megismerni. Feltételezhető, hogy a vizek a bazalttakaró alá jutva a mészkőben karsztos üregesedést okoznak, melyek kedvező tektonikai viszonyok között nagyméretű üregeket hoznak létre és ezeknek az üregeknek a bazaltmennyezete a korábbi alátámasztását elvesztve lassan omladozik a karsztos üregekbe. Ilyen beszakadásos módon áttevődik az üregesedés a bazalttakaróra. Ennek a feltevésnek a bizonyítékát, a mészkő elérését még nem sikerült megtalálni. A 21 m-nél nagyobb mélységben még mindig bazalttörmelék van. Úgy gondolták, hogy 3–4 napos táborozással, 5–6 fő munkájával a legalsó zóna törmelékét el lehetne annyira távolítani, hogy eldönthető lenne a kérdés. Talán az alsóbb szintek feltételezett karsztos barlangjába is bejutnának.
A barlang közvetlen és távolabbi környékén a bazalttakaróban néhány törmelékes beszakadás létezik. Ilyen a barlang két alsó ÉK-i irányú folyosója felett lévő beszakadás is, amely 8–10 m átmérőjű és 1–1,5 m mély. Valószínűleg emiatt a felszíni beszakadás miatt van az, hogy az alatta lévő barlangrészben a falon iszapos vízszivárgás tapasztalható. A barlang termének középső szintjén található D-i falon lévő bevonat mikrogombák elpusztult és élő egyvelege. Ez sűrű hálózatot alkotó, fehér, vattaszerű hifák tömegéből és barnásvörös fonalakból áll, melyben ritkán helyezkednek el spóratartók. Ezen a nagyobb kiterjedésű felületen kívül kisebb fehéreszöld foltok is vannak, amelyek minden bizonnyal szintén mikrogombák elpusztult telepei. A barlang magasan lévő részein tölgy gyökérrojtok lógnak a repedésekből.
Állatvilágából találkoztak, illetve egyelő módszerrel befogtak nagy meztelencsigát (Limax maximus), vörös csipkésbaglyot (Scoliopteryx libatrix), árnyéklegyet (Sciara ofenkaulis) és fémzöld döglegyet (Lucilia caesar). Észleltek kisemlős ürüléket is, melynek nagyságából, formájából arra következtettek, hogy nyest nagyságú állatból származik. Az ürüléket mikrogombák sugarasan szétálló fonalai szőrösítették be. Az emberi benntartózkodás nyomait csak néhány, karbidlámpától származó koromcsík és a gombabevonatos falon lévő kaparásnyom képviselik. A kívülről bedobált kövek és faágak a bejárati akna közelében tömegesen, messzebb ritkábban fordulnak elő.
Nincs a barlangban régészeti, őslénytani ásatásra alkalmas hely. Barlangjáró öltözet, karbidlámpa vagy akkumulátoros lámpa kell bejárásához. A barlang további feltárása, a bazaltréteg alatt feltételezett karsztos üregrendszer megismerése jelentős esemény lenne. Bőven van még kutatási téma pl. a geológiai viszonyok pontosítására és a limnológiában, a klimatológiában, a biológiában. A barlang, ahogy a leírtakból remélhetőleg kitűnik, méreteinél, fejlődésénél és egyéb jellemzőinél fogva főleg tudományos jelentőségű. A tanulmány 6 irodalmi mű felhasználásával lett írva. A kézirathoz mellékelve lett 16 fekete-fehér fénykép és a barlangot bemutató, 1984-ben készült térképek.
Az 1. képen a barlang felszínén lévő kis töbrök vannak bemutatva. A 2. képen a barlang bejáratának bontása látható. A 3. képen a barlang bejárata figyelhető meg. A 4. képen a barlangban található jellegzetes lépcsők egyike van megörökítve. Az 5. képen a középső szint szerepel. A 6. képen a gömbhéjasan lapozódó mennyezet van bemutatva. A 7. képen a barlangra jellemző hatalmas omladékok láthatók. A 8. képen a legalsó szint szűk járata figyelhető meg. A 9. képen a főtében lévő kristálykérges cső van megörökítve. A 10. képen a barlangban található bazalthólyag van. A 11. képen vörös színű konkréció szerepel (14 m mélységben van). A 12. képen bazalthólyagban lévő kristályok vannak bemutatva. A 13. és 14. képen a falakon lévő gombatelepek láthatók. A 15. képen az egyik közelről fényképezett gombatelep figyelhető meg. A 16. képen a régebben itt jártaktól származó kaparászás van megörökítve. A fényképeket Gönczöl Imre készítette.

### 1985
Az 1985. május–júniusi MKBT Műsorfüzetben az van írva, hogy az Alba Regia Barlangkutató Csoport az ún. bazaltprogram keretében majdnem 30 bazaltbarlangot kíván komplex módon feldolgozni, amelyek a Bakony hegységben vannak. Eddig 10 ilyen barlangot vizsgált meg részletesen. Ezek közül legjelentősebb a Pulai-bazaltbarlang. Jelenleg ez Magyarország legnagyobb bazaltbarlangja. 1951-ben a Markó László vezette egykori Veszprémi Barlangkutató Csoport tárta fel, de azóta teljesen eltömődött bejárata. Ezért 1984-ben az Alba Regia Barlangkutató Csoportnak megint fel kellett tárnia, hogy a barlangot át lehessen vizsgálni. A jelenleg 104 m hosszú és 21 m mély barlang beszakadásos módon jött létre a bazaltban.
Valószínűleg a bazaltréteg alatti mészkőben karsztosodással létrejött üregbe szakadozott be a bazalt barlangot alkotva. Egy nagyobb, lépcsőzetes teremből és sok kúszva járható folyosóból áll. A barlang alját mindenhol bazalttörmelék képezi. A bazalttörmelék nagy kődarabokból áll. A mennyezetet és a falakat táblásan leváló szálkőbazalt alkotja. A repedések által feltárt bazalthólyagokban kristálybekérgeződés, egyes rétegekben különös ásványtársulások, máshol mikrogombák alkotta fehér bekérgeződés látható. A csoport folytatni kívánja a barlang feltáró kutatását és tudományos vizsgálatát. Nagy a valószínűsége annak, hogy a bazaltrétegben lévő barlangból le lehet jutni a mészkőben feltételezett üregekbe. A kiadványban publikálva lett a barlang alaprajz térképe és 225°–45° irányú vetített hosszmetszet térképe, amelyek 1984-ben készültek.
Az 1985-ben írt, A Pulai-bazaltbarlangban és a környékén végzett kutatások című tanulmányban szó van arról, hogy 1984-ben lett elvégezve a Pulai-bazaltbarlang 30 éves eltömődöttség utáni újrafeltárása. Ekkor 104,5 m-ig ismerte meg az Alba Regia Barlangkutató Csoport. Több, megoldásra váró probléma merült fel a csoport által végzett előző évi feltárásakor és néhány barlangbejárásakor. Ezeknek a problémáknak a megoldására (vagy részbeni megoldására) szervezte a csoport az 1985. július 11-e és 17-e között tartott Pulai Barlangkutató Munkatábort. A táborozáson 21-en vettek részt, de az átlaglétszám napi 9 személy volt. A munkatábor célja a barlang további feltárása volt, ezen belül főleg az, hogy a barlang fekükőzete el legyen érve. Térképezés, fénykép-dokumentáció készítés és a barlang környékének alapos megfigyelése, litológiai, klimatológiai, biológiai kutatások voltak még a célok között. A táborozáskor végzett megfigyelésekhez kapcsolódott a későbbi könyvtári munka és a gyűjtött minták laboratóriumi feldolgozása.
A feltárás leginkább a bazaltréteg lefelé történő harántolását, a fekükőzet elérését célozta meg. A barlang morfológiája felharapódzásos kialakulásra utal és a csoport ebből azt a következtetést vonta le, hogy a barlangot magába foglaló bazaltréteg valószínűleg nem nagyon vastag. A csoport tagjainak ezt az elképzelését geológiai, vulkanológiai vizsgálatok eredményei és meglátásai is alátámasztották. Ezek szerint a Pulai-erdőben lévő teljes, két kiömlésből származó bazalttakaró átlagosan 20–25 m vastag. A barlang mélyítő bontása a legalsó folyosóban található néhány törmelékes aknában lett elkezdve. Ez a munka kevés sikerrel járt. A mélyponti bontásokkor egyre nagyobb darabokból álló törmeléket és egyre szűkebb réseket találtak. Ezért lehetetlen lett néhány méter után a kézi szerszámokkal történő bontás.
Legmélyebbre a 10. és 11. térképészeti pontok közötti szakaszban jutottak. Itt a folyosó aljának mélyítése után oldalra, ÉNy-ra szabad törmelékrésbe jutottak, mely aztán ÉK felé megtört és lefelé kis fülkében végződött. A fülke alját apró törmelék képezi, melyen tenyérnyi víztócsák vannak. A további bontást akadályozta itt az, hogy nagyon szűk átbújókon keresztül kellene a törmeléket néhány kg-onként 8 m-re tovább adogatni, ugyanakkor hamar elhasználódik benne a levegő minimális szellőzése miatt. Ez a fülke a barlang legmélyebb pontja, a bejárat alatt 21,8 m-re van. A legalsó fülke és a hozzá vezető kuszoda 8,1 m hosszú. Még három helyen bontottak lefelé összesen 9,5 m-t. A többi feltárás a barlang lépcsőzetes terméből indult. Itt három, járószint alatti lapos termet, folyosót tártak fel.
A legnagyobb a terem középső szintjéből kibontott 2 m mély aknából nyílik (még egy másik akna is vezet le). Ez egy 22,5 m hosszú, lapos (80 cm magas), többfelé elágazó, törmelékes aljú terem. Idő hiányában nem végeztek benne több bontást, de látszik, hogy nem túl sok kőtörmelék félrerakásával új, még ismeretlen részekbe lehetne bekúszni. A másik, ettől sokkal kisebb, lapos fülke is a terem középső részéből nyílik ÉNy felé, a terem felső járószintje alá hatolva 3,5 m hosszan. A terem legalsó, Fehér-falnál lévő szintjéből 1,6 m-es, vízszintes és lapos fülkébe jutottak. A feltárások közé lehet sorolni a bejárati akna aljának átépítését és az alsó folyosóhoz vezető szűkület kitágítását. Feltáró bontásokkal 1985-ben 46,2 m új részt ismertek meg a barlangban. Ezekkel a szakaszokkal együtt a barlang 150,7 m hosszú és a bejárattól számítva 21,8 m mély.
Föld-, ásvány- és kőzettani megfigyeléseket részben a helyszínen, részben irodalmi adatok alapján végeztek. Saját, laboratóriumi vizsgálatok is történtek, valamint Bubics István és Halász Árpád geológusok segítették információkkal a vizsgálatokat. A barlang körül sok bazaltdolina van. A barlang alatti bazaltfekü kőzete ismeretlen továbbra is. Több kőzetre lehet számítani a kissé távolabb ismertté vált fekükőzetek alapján. Ez lehet triász fődolomit, pliocén édesvízi mészkő, bazalttufa, de meglepetésként más kőzet is. A fekükőzet barlangból történő elérésére kézi szerszámokkal nagyon kevés az esély. Így azt közvetlenül a barlang mellett mélyítendő gépi fúrással lehetne megtudni. A barlanghoz legközelebbi fúrás kb. 1,5 km-re van (a Bauxitkutató Vállalat 1963. évi 13. számú fúrása), ezért ezt felesleges figyelembe venni.
A Kab-hegy eleinte Stromboli-típusú, majd Hawaii-típusúvá alakult vulkanizmusa először kevés, tufává vált törmeléket szórt, aztán többszöri lávaömléssel fejeződött be. A Pulai-erdőben két eruptív fázisból származó bazaltréteg van (a Kab-hegy csúcsrégiójában három). A fiatalabb, felső réteg, amit teljes szelvényében feltár a barlang, 13–14 m vastag, tömött, szürke bazalt kevés hólyaggal. Ez a bazalt kissé távolabbi helyekről vett minták alapján petrográfiailag részletesen elemezve volt (Tomasowszky, Theobald, Vörös). Kémiai összetétele Theobald szerint (Mauritz 1948): SiO2 48,37 %, Al2O3 14,54 %, Fe2O3 3,98 %, FeO 5,7 %, MgO 7,04 %, CaO 8,78 %, Na2O 3,06 %, K2O 1,45 %, H2O+ 1,29 %, H2O- 1,49 %, CO2 0,5 %, TiO2 2,3 %, P2O5 0,5 %, Cl nyom, S 0,01 %, Cr2O3 0,01 %, V2O3 0,03 %, NiO 0,02 %, MnO 0,12 %, SrO 0,06 %, BaO 0,06 % és Li2O nyom.
Az ásványtani összetételről nem tudni biztosat, mert az elemzéseket végző különböző szakemberek megállapításai nagyon eltérőek, egy-egy részletkérdésben olykor ellentmondóak. Ennek a szürke bazaltnak a fő összetevői: albit, anortit, ortoklász, különböző diopszidok, hipersztének, olivin, magnetit és ilmenit. Kalcit nemcsak a zárványokban, de a kőzetelegyben is meglepően nagy mennyiségben jelen van. Irodalmi összehasonlítások alapján más dunántúli bazaltokban átlagosan 0,1 %-ot (0–0,4 % közötti szóródás), míg a pulai bazaltban 1,1–1,15 %-ot jelölnek meg. Eszterhás Istvánék mérése a barlangból vett mintában 1,53 % kalcitot mutatott. A felső bazaltréteg alatt 25–30 cm-es változatos összetevőjű metamorf bazaltnyirok réteg található. Fő alkotója rózsaszín, máshol okker, zsíros tapintású, puha (2-es Mohs keménységű), könnyű (1,2 cm³/g sűrűségű) kaolinféleség. Benne jól elkülöníthetően különböző ásvány- és kőzetszemcsék vannak, másrészt ez a kaolinféleség behatol az alatta lévő hólyagos bazalt üregeibe is.
A bazaltnyirok metamorf előfordulásának más formái is ismertek. Ezek a barlang legalsó folyosójának törmelékéből kerültek elő, de nyilvánvalóan nem ott alakultak ki, hanem magasabb régiókból, valószínűleg a korábban említett 13–14 m-es szintről gördültek le. Ezek a kőzetek érdes, morzsalékos, téglaszerű struktúrák. A barna színű változat nagy mész- (13,05 %) és vastartalmú képződmény, míg az élénkvörös változat kevesebb meszet (1,05 %) és vasat tartalmaz. A metamorf bazaltnyirokban csaknem kétszeres a timföldtartalom (26–28 %), mint a szürke bazaltban. Kialakulását tekintve az első bazaltréteg lepusztulásából alakult ki, ezért azt kell feltételezni, hogy a korábbi lávaömlést hosszabb (talán több ezer éves) erupciós szünet követte, melyben a klimatikus tényezők mellett a bazaltfelszínt gazdag vegetáció is mállasztotta. A második bazaltömlés forró lávatakarása okozta metamorfózisát.
Az idősebb, metamorf nyirok alatti bazaltréteget 8 m-es vastagságban tárja fel a barlang, de ismeretlen teljes rétegvastagsága. Felső része nagyon hólyagos és barna (umbra) színű, majd lejjebb fokozatosan tömött, rideg, szürke bazaltba megy át. Ez az alsó rétegben található szürke bazalt nincs petrográfiailag elemezve. A csoport vizsgálódásai alapján csak annyit lehet tudni, hogy kalcittartalma kissé nagyobb (1,59 %), kőzetörleményéből a mágnes sokkal többet vesz fel, mint a felső, fiatalabb bazaltnál és olivintartalma is magasabb az előbbinél.
A barlang autochton ásványi képződményei nagyon érdekesek. Az előző évkönyvben megjelent ismertető leírásban az egyik képződmény-féléről az olvasható, hogy a barlangban kisebb fehéreszöld foltok is vannak, amelyek minden bizonnyal szintén mikrogombák elpusztult telepei. Ezekről 1985-ben bebizonyosodott, hogy nem elpusztult gombatelepek, hanem ásványi kiválások. Ezek a váltópénz nagyságú, fodrosszélű, néhány tizedmilliméter vékony képződmények hol jobban, hol kevésbé jól leválasztható kérget alkotnak a felső, fiatalabb réteg képezte bazaltfalon. Az alsó, bazaltrétegből álló falakon nincsenek ilyenek. A bevonat tömény HCl-ban 80,4 %-ban oldódik. Az oldott anyag 94,1 %-a CaCO3, 5,75 %-a MgCO3, 0,15 %-a egyéb anyag. A barlang felső zónájának tojás nagyságú hólyagjait fehér, 1–2 mm-es nagyságú, lazán egymáshoz tapadt kalcitkristályok kérgezik be. A barlang magasabb részeinek repedéseiben allochton, nagy mésztartalmú, morzsalékos, homokkőszerű bemosódás van, amely savban oldódik 92,45 %-ban.
A csoport által végzett klimatológiai megfigyelések, mérések néhány összetevőre terjedtek ki. Mérve lett a barlang hőmérséklete a terem alsó szintjén, 14 m relatív mélyen. A hőmérő egynapos beállás után 1985. július 13-a és július 17-e között a külső 14–26 °C hőmérséklet mellett mindig 8,6 °C-ot mutatott. Páratartalom nem lett mérve, becslés alapján 90–95 % lehetett. Mérve lettek a légáramlási viszonyok. Ezek 1985. július 15-én 19 és 20 óra között a következők voltak: bejárati akna 0 m/s, alsó Ny-i folyosó középső része alul 0,3 m/s be, alsó Ny-i folyosó vége előtt alul 0,1 m/s be, alsó Ny-i folyosó vége előtt fent 0,3 m/s ki, alsó Ny-i folyosó végpontján alul 0,3 m/s be, alsó Ny-i folyosó végponti omladék oldalt 0,5 m/s be, alsó folyosó középső része alul 0,2 m/s be, alsó folyosó középső része oldalt 0,4 m/s be, legmélyebb pont előtti kúszójárat oldalt 0,2 m/s be, végponti fülke alul 0 m/s. Tehát a barlang legfelső részében nem volt légmozgás, az alsó folyosó alsó és oldalsó törmeléke közül befelé húzott a levegő, mely felfelé távozott az alsó járat kürtőjén.
A csoport által végzett biológiai vizsgálatok szpeleoflorisztikai és szpeleofaunisztikai jellegűek voltak. Két rovarcsapdát működtettek 5 napon át a terem felső szintjén, valamint az alsó folyosó középső részén. Mikroorganizmusok tenyésztésére három helyről vettek talajmintát, a terem felső szintjéről (1.), a terem alsó, Fehér-fal-as szintjéről (2.) és az alsó folyosó középső részéből (3.). Az eredmények most nem lettek itt ismertetve, mert az évkönyvben külön tanulmányok számolnak be azokról. Annyi megemlíthető, hogy a barlang faunája nem különbözik más (mészkő)barlangok állatvilágától. Az ismert barlangi életközösségektől lényegesen eltér mikrogombaflórája. A táborozáskor néhány pulai lakos besegített a munkákba és meglátogatta a barlangot, akiket a csoport kalauzolt.
A tanulmányhoz mellékelve lett a barlang alaprajz térképe és 225°–45° irányú vetített hosszmetszet térképe, amelyeket Eszterhás István szerkesztett. A térképek 1:200 méretarányban mutatják be a barlangot. A térképek elkészítéséhez a barlangot 1984. július 23-án és 1985. július 17-én Eszterhás István, Gáspár Ilona és Gönczöl Imre mérték fel. A térképlapon van egy helyszínrajz, amely bemutatja a barlang földrajzi elhelyezkedését. Az évkönyvben van egy rajz, amely a barlang környékén lévő bazalttöbrök földrajzi elhelyezkedését ábrázolja. A rajz 1:500 méretarányban mutatja be a környéket. A rajzot a Gáspár Ilona, Gönczöl Imre, Kovács Árpád és Somlai Csilla által 1985. július 13. és július 15. között végzett felmérés felhasználásával Gönczöl Imre készítette. A kéziratban van két fekete-fehér fénykép, amelyek a barlangot mutatják be (Gönczöl Imre felvételei). Az első fénykép a barlang bejáratát szemlélteti. A fénykép a barlang bejárati aknájából lett fényképezve. A második fénykép bemutatja a barlang bejáratát és pulai érdeklődőket, akik a barlang bejárására vállalkoztak.
Az Eszterhás István által 1985-ben írt, Adatok a Bakony szpeleofaunisztikai kutatásához című tanulmányban az olvasható, hogy a Pulai-bazaltbarlang 1984. július 23-ai újrafeltárásakor, valamint az 1985. évi táborozáskor (július 11–17.) a következő fajok lettek befogva egyelő gyűjtéssel és csapdával (ezek közül néhányat csak láttak, vagy nyomaiból következtettek a barlangban történő előfordulásukra): nagy meztelencsiga (Limax maximus), futóbogár (Trechus), vörös csipkésbagoly (Scoliopteryx libatrix), gyötrő szúnyog (Aedes vexans), árnyéklégy (Sciara ofenkaulis), púposlégy (Megaselia) és fémzöld döglégy (Lucilia caesar), csak látott apró légy (Diptera), kisemlős ürülék (Mikromammalia).
Az 1985. évi Karszt és Barlangban meg van említve, hogy az Alba Regia Barlangkutató Csoport a Pulai-bazaltbarlang feltárásának folytatása miatt szervezett munkatábor során a barlang hosszát 150,7 m-re, mélységét 21,8 m-re tudta növelni. A barlangban a csoport tagjai mikrobiológiai vizsgálatokat végeztek. Az 1985. november–decemberi MKBT Műsorfüzetben meg van említve, hogy a Nemkarsztos barlangok vizsgálata című hosszútávú tudományos program kívánta felméréskor megismert nemkarsztos barlangok leginkább kisebbek, 5–20 m-esek, a legnagyobb a 150 m hosszú Pulai-bazaltbarlang.

### 1986
Az Eszterhás István által 1986-ban írt, A Bakony bazaltbarlangjai című kéziratban az olvasható, hogy Magyarország vulkánikus kőzetben lévő legnagyobb (150 m hosszú) barlangja, a Pulai-bazaltbarlang beszakadásos fölharapódzással alakult ki. A barlang a Kab-hegy D-i lejtőjén, kb. 25 m vastag bazaltrétegben jött létre. Örökölte az alatta lévő üreg anyaghiányát. Az alatta található üreg karsztos oldódással keletkezett. A Pulai-bazaltbarlang lejtős, lépcsőzetes teremből és az abból kiágazó folyosók, fülkék labirintusából áll. Keletkezése miatt nagyobb függőleges kiterjedése (22 m) vízszintes kiterjedésénél.
Két kiömlési fázis bazaltját és a köztük lévő lepusztulási laterites rétegeket harántolják, de nem érik el a karsztosodott alapkőzetet a barlang ember számára járható méretű részei. A barlang állatvilága hasonló a mészkőbarlangokéhoz, de növényvilágának összetétele nagyon eltér azokétól, mert a penicillinek aránya (61%) feltűnően nagy. A tanulmányban van egy térkép, amely a Bakony hegység bazalthegyeinek és bazaltbarlangjainak földrajzi elhelyezkedését szemlélteti. A rajz bemutatja a Pulai-bazaltbarlang földrajzi elhelyezkedését. Az Alba Regia Barlangkutató Csoport 1986. évi évkönyvének 212. oldalán meg van említve, hogy a Pulai-bazaltbarlangon kívül nincs másik, bazaltban keletkezett felszakadásos barlang (jameo) Magyarországon.

### 1987-től
Az 1987. évi Föld és Égben publikálva lett az Eszterhás István által 1986-ban írt, A Bakony bazaltbarlangjai című tanulmány. A publikációban meg vannak ismételve az 1986-os tanulmányban lévő, barlangra vonatkozó információk a kéziratban található térkép nélkül. Az írásba bekerült az 1984-ben készült, a falon lévő gombatelepeket bemutató fénykép. Ennek a fényképnek a képaláírása szerint a fényképen a barlangban lévő mészkonkréciók láthatók (a fényképet Gönczöl Imre készítette). Az 1988. évi Karszt és Barlangban publikált tanulmányban szó van arról, hogy a Pulai-bazaltbarlang Pulán, a Kab-hegyen lévő Pulai-erdőben helyezkedik el. Részletesen van tanulmányozva. Szürke, padosan elváló és barna, hólyagos bazaltban kialakult felszakadásos labirintusbarlang, amely 150,7 m hosszú és 21,8 m mély.
Az Eszterhás István által 1989-ben írt, Magyarország nemkarsztos barlangjainak listája című kéziratban az olvasható, hogy a Bakony hegységben, Pulán (a 4430-as barlangkataszteri területen) lévő Pulai-bazaltbarlang bazaltban alakult ki. A barlang 151 m hosszú és 22 m mély. A listában meg van említve az a Magyarországon, nem karsztkőzetben kialakult, létrehozott 220 objektum (203 barlang és 17 mesterséges üreg), amelyek 1989. év végéig váltak ismertté. Magyarországon 40 barlang keletkezett bazaltban. Az összeállítás szerint Kordos László 1984-ben kiadott barlanglistájában fel van sorolva 119 olyan barlang is, amelyek nem karsztkőzetben jöttek létre.
A Karszt és Barlang 1989. évi különszámában publikált, angol nyelvű tanulmányban (The caves of Hungary) közölve lett, hogy a Bakony hegységben fekvő, 151 m hosszú Pula Basalt Cave bazaltban alakult ki. A tanulmányban van egy olyan, fekete-fehér fénykép, amely a Pulai-bazaltbarlang falán látszó ásványképződményeket mutatja be. A fényképet Gönczöl Imre készítette. A Napló 1989. augusztus 9-i számából az tudható meg, hogy az 1989-ben rendezett barlangkutató világkongresszushoz kapcsolódó hidrogeológiai túra során bemutatásra kerül a Pulai-bazaltbarlang is. A vulkánikus kőzetekben keletkezett barlangokat bemutató túrának is egyik állomása a barlang.
Az Eszterhás István által 1990-ben írt, Lávabarlangok című tanulmányban meg van említve, hogy Magyarország legnagyobb (150 m-es) lávabarlangja, a Pulai-bazaltbarlang egy jameo. Az Eszterhás István által 1992-ben írt lista szerint 1992 decemberében Magyarországon 423, a Bakony hegységben pedig 124 olyan barlang van, amelyek nem karsztkőzetben alakultak ki. A vulkanikus kőzetben létrejött, Magyarországon található barlangok között a 2. leghosszabb a bazaltban húzódó Pulai-bazaltbarlang (Pula), amely 151 m hosszú és 22 m mély. Az Eszterhás István által 1993-ban írt, Magyarország nemkarsztos barlangjainak lajstroma című kézirat szerint a Pulai-bazaltbarlang a Bakony hegységben, Pulán, a 4430-as és 4461-es barlangkataszteri területen található. Bazaltban jött létre a barlang, amely 151 m hosszú és 22 m mély. Az összeállításban fel van sorolva az a Magyarországon, nem karsztkőzetben kialakult, létrehozott 520 objektum (478 barlang és 42 mesterséges üreg), amelyek 1993 végéig ismertté váltak. Magyarországon 49 barlang, illetve mesterségesen létrehozott, barlangnak nevezett üreg alakult ki, lett kialakítva bazaltban. A Bakony hegységben 123 barlang jött létre nem karsztkőzetben.
Az 1994-ben megjelent, Lychnis. Szemelvények a vulkáni kőzetekben keletkezett barlangok kutatásáról című kiadvány szerint a Magyarországon lévő olyan barlangok között, amelyek vulkanikus kőzetben jöttek létre, az 1994. nyári állapot alapján a második leghosszabb a Pulai-bazaltbarlang (Pula). A barlang bazaltban alakult ki, 151 m hosszú és 22 m mély. A Magyarországon előforduló fontosabb vulkanikus kőzeteknek és az ezekben a kőzetekben lévő jelentősebb barlangoknak a földrajzi elhelyezkedését bemutató térképen látható a Pulai-bazaltbarlang földrajzi elhelyezkedése. Magyarországon 489, a Bakony hegységben pedig 123 barlang található nem karsztkőzetben. Magyarországon 49 barlang alakult ki bazaltban. 1995 végén Magyarország második leghosszabb pszeudokarsztbarlangja volt a bazaltban található, 151 m hosszú és 22 m mély Pulai-bazaltbarlang (Pula).
Az MKBT Vulkánszpeleológiai Kollektívájának 1997. évi évkönyvében szó van arról, hogy néhány barlangi ásványképződményt, pl. a Pulai-bazaltbarlang néhány képződményét sikerült megvizsgáltatni röntgendiffrakciós módszerrel a Veszprémi Egyetemen, valamint a veszprémi Akadémiai Intézetben. A barlangban fennőtt kristályok és ismeretlen anyagú fehér bevonatok vannak. A 2001. november 12-én készült, Magyarország nemkarsztos barlangjainak irodalomjegyzéke című kézirat barlangnévmutatójában szerepel a Pulai-bazaltbarlang. A barlangnévmutatóban fel van sorolva 57 irodalmi mű, amelyek foglalkoznak a barlanggal. A 348., 401., 431. tételek nem említik, a 347., 400., 430. tételek említik.
Kardos Boglárka 2003-ban készült kéziratában az van írva, hogy a Pulai-bazaltbarlang a Kab-hegy lábánál, Pulától ÉNy-ra, erdő borította lankás emelkedőn helyezkedik el. Jelzés nélküli erdészeti utakon, majdnem 2 km megtétele után, két nyiladékot keresztezve lehet eljutni hozzá. A 151 m hosszú és 22 m mély barlang pliocén bazaltban található. 1984-ben készült el a barlang térképe. Barlangi túravezetővel, barlangjáró felszereléssel járható. Érdemes a végpontokat megvizsgálni, mert elképzelhető, hogy a dolomitból lejjebb lehet menni a berogyást okozó üledékes kőzetbe, ahol nagyobb méretű barlang feltételezhető. A 11. számú mellékleten a barlang 1984-ben készült izometrikus képe látható.
A Természet Világa 2004. évi évfolyamában publikálva lett Kardos Boglárka 2003-ban írt tanulmányának néhány szóval rövidebb, barlangtérkép nélküli változata. A Balatoni Nemzeti Park Igazgatóság működési területén, a Bakony hegységben elhelyezkedő és 4430/11 nyilvántartási számú Pulai-bazaltbarlang, 2006. február 28-tól, a környezetvédelmi és vízügyi miniszter 8/2006. KvVM utasítása szerint, megkülönböztetett védelmet igénylő barlang.
Eszterhás István 2009-ben írt kéziratából megtudható, hogy a Pulai-bazaltbarlangban (Magyarország, Pula) előfordul vörös csipkésbagoly (Scoliopteryx libatrix). A tanulmányban van egy térkép, amely a Magyarországon és az országhatárhoz közeli területeken lévő nemkarsztos barlangokban megfigyelt troglofil lepkék elterjedését mutatja be. Az ábra szemlélteti a Pulai-bazaltbarlang földrajzi elhelyezkedését. A rajz szerint a barlangban vörös csipkésbagoly (Scoliopteryx libatrix) lett megfigyelve. A Balaton-felvidéki Nemzeti Park Igazgatóság működési területén lévő és 4430-11 kataszteri számú Pulai-bazaltbarlang, 2012. február 25-től, a vidékfejlesztési miniszter 4/2012. (II. 24.) VM utasítása szerint, megkülönböztetetten védett barlang.

## További irodalom
- Bertalan Károly: Barlangok. In: Deák Margit szerk.: Magyarázó Magyarország 200.000-es földtani térképsorozatához. Veszprém L. 33–XII. A Magyar Állami Földtani Intézet kiadványa, Budapest, 1972. 19. old.
- Claude Chabert – Paul Courbon: Atlas des cavités non calcaires du monde. (A világ nemkarsztos barlangjainak atlasza.) Franciaország, 1997.
- Eszterhás István: A Bakony barlangleltára. Kézirat, 1982. (A kézirat megtalálható a Magyar Karszt- és Barlangkutató Társulat Adattárában és a KvVM Barlang- és Földtani Osztályon.)
- Eszterhás István: Jelentés az Alba Regia Barlangkutató Csoport „Pulai Barlangkutató Munkatáboráról”. Kézirat. 1985. július 20. (A kézirat megtalálható a Magyar Karszt- és Barlangkutató Társulat Adattárában.)
- Eszterhás István: A Bakony nemkarsztos barlangjainak genotipusai és kataszteri jegyzéke. Kézirat. Budapest, 1986. Szerződéses munka az Országos Környezet- és Természetvédelmi Hivatalnak.
- Eszterhás István: Bazaltfennsíkok lepusztulása a Bakonyban. Kézirat. Budapest, 1987. 28 old. (Diplomamunka az Eötvös Loránd Tudományegyetem Természeti Földrajzi Tanszékén.)
- Eszterhás István: Bazaltmezák pszeudokarszt-jelenségei. Oktatási Intézmények Karszt- és Barlangkutató Tevékenységének II. Országos Tudományos Konferenciája, Berzsenyi Dániel Tanárképző Főiskola Tudományos Közleményei, 1987. Szombathely. 40. old.
- Eszterhás István: Infolge der Denudation der Basaltplateaus entstandene Pseudokarsterscheinungen und Höhlen. Proceedings of 10th International Congress of Speleology. Budapest, 1989. 1. köt. 222–225. old.
- Eszterhás István: The caves on the Tés plateou and in the Bakony Mountains. Field-trip guide – E5 of 10th International Congress of Speleology. Budapest, 1989. 1–23. old.
- Eszterhás István: Bazaltové jeskyné v Madarsku – Basalthöhlen in Ungarn. Proceedings of the 4th Pseudokarst Symposium in Podolánky, Praha. 1990. 23–27. old.
- Eszterhás István: Magyarországi vulkáni kőzetek barlangjainak genotipusai. Borsodi Műszaki-Gazdasági Élet, 1991. (36. évf.) 4. sz.
- Eszterhás István: Genotypes of caves in volcanic rocks in Hungary. Conference on the karst and cave research activities of educational and research institutions in Hungary, Jósvafő. 1993. 81–86. old.
- Eszterhás István: Az Eger-völgy barlangjai. Völgyfutár, 1994. Kapolcs.
- Eszterhás István: Natürliche und durch künstliche Hohlráume entstandene Risse in vulkanischen Gestein. Jahresbericht der Höhlenforschergruppe Rhein-Main, Frankfurt a. M. 1994. 150–154. old.
- Eszterhás István: Natur- und künstursrüngliche Ri3e in den vulkanischen Gesteine. Proceedings of 7th International Symposium on Volcanospeleology, Santa Cruz de la Palma, 1994. 25–31. old.
- Eszterhás István: Vulkánszpeleológia. A Magyar Karszt- és Barlangkutató Társulat tanfolyami jegyzete. Budapest, 1994. 49 old.
- Eszterhás István: A Pulai-bazaltbarlang. In: Szauer–Reményi: Pula története. Pula, 1996. 36–37. old.
- Eszterhás István: Pseudokarstische Höhlen in Ungarn. Proceedings of 6th International Symposium on Pseudokarst. Galyatető, 1997. 163–165. old.
- Herczeg Ágnes – Szűcs Gábor: Örökségünk. Hogyan védjük meg a Dörögdi-medence természeti értékeit? Kapolcs, 1996. 18–19., 24. oldalak, valamint a 10. fényképtábla és egy térképmelléklet
- Markó László – Almásy Gedeon: A Bújólik víznyelőbarlang. Természettudományi Közlöny, 1961. 5. (92.) évf. 7. sz. (július) 324. old.
- Országos Környezet- és Természetvédelmi Hivatal barlangnyilvántartás. Kézirat. 1224.

## A témához kapcsolódó, de a barlangot nem említő irodalom
- Mauritz Béla: A dunántúli  bazaltok kőzetkémiai viszonyai. Földtani Közlöny, 1948. (78. köt.) 1–12. füz. 134–169. old.
- Vörös István: Iddingsitesedés a kabhegyi bazaltban. Földtani Közlöny, 1962. április–június. (92. köt. 2. füz.) 174–184. oldalak és a 17. tábla
- Vörös István: A kab-hegyi terület vulkanológiai és hegységszerkezeti viszonyai. Földtani Közlöny, 1966. július–szeptember. (96. köt. 3. füz.) 292–300. old.